# Edward Dayes
Edward Dayes (1763-1804) est un peintre aquarelliste et graveur anglais à la manière noire.

## Biographie
Il est l'élève de William Pether.

## Œuvres
- Somerset House vue de la Tamise, 1788, aquarelle, 43 × 57 cm, Spooner Collection[1]